# 제4대 파이프 공작 데이비드 카네기
제4대 파이프 공작 데이비드 카네기(David Carnegie, 4th Duke of Fife)는 스코틀랜드계 영국의 세습귀족(Hereditary peer)이다. 조부 사우세스크 백작(Earl of Southesk) 찰스 카네기가 사망한 1992년까지는 맥더프 백작(Earl of Macduff)으로 알려져있었으며 부친 파이프 공작 제임스 카네기로부터 작위를 물려받기 전에는 사우세스크 백작으로도 알려져있었다. 조모는 파이프 공녀 모드로서 제1대 파이프 공작 알렉산더 더프와 파이프 공작부인 프린세스 로열 루이즈의 딸이다. 현재 헤어우드 백작가(Earl of Harewood, Lascelles family) 다음으로 영국의 왕위 계승 순위 81위이다. 찰스 3세와는 촌수로 8촌간이다.
| 전임 제임스 카네기 | 영국의 파이프 공작 2015년 - | 후임 재임중 |

| 전임 제임스 카네기 | 스코틀랜드의 사우세스크 백작 2015년 - | 후임 재임중 |